# Kirche Heiligenkreutz (Ostpreußen)

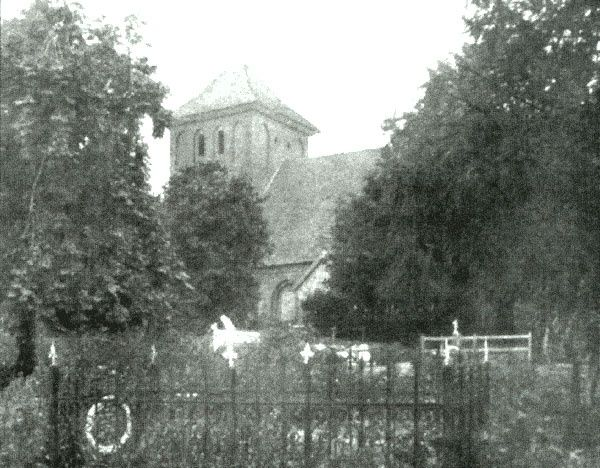
Historische Ansicht der Kirche Heiligenkreutz

Heiligenkreutz, nördlich von Fischhausen und unweit der samländischen Bernsteinküste gelegen, auf einer Landkarte von 1910.

Die Kirche Heiligenkreutz war bis 1945 ein evangelisches Gotteshaus im samländischen Dorf Heiligenkreutz (heute russisch: Krasnotorowka, im Rajon Selenogradsk der Oblast Kaliningrad). Es handelte sich um einen Ziegelbau, dessen Anfänge in das Jahr 1353 zurückreichten, von dem heute aber nur noch wenige Mauerreste übriggeblieben sind.

## Geographische Lage
Das Dorf Krasnotorowka liegt im Nordosten der samländischen Ostseehalbinsel an der russischen Fernstraße A 192, 36 Kilometer nordwestlich der Stadt Kaliningrad (Königsberg). Die Kirche stand im südwestlichen Teil des Ortes in deutlich erhöhter Lage, wo noch heute einige Mauerreste unter einem unregelmäßigen Schuttberg vorhanden sind.

## Geschichte
Die Kirche Heiligenkreutz war 1353 von dem samländischen Bischof Jacobus gegründet worden, um die letzten Reste des Heidentums in der Region auszumerzen.

## Kirchengebäude
Bei der Kirche im ehemaligen Heiligenkreutz handelte es sich um einen Ziegelbau auf Steinfundament mit einem quadratischen Turm und einem gerade geschlossenen Chor. Ihre ältesten Teile stammten aus der Mitte des 14. Jahrhunderts, als man hier – urkundlich erwähnt am 24. Dezember 1353 – eine Kapelle errichtete, die dann lange Zeit auch Wallfahrtskirche war.
Über der Mitte des Kirchenschiffs wölbte sich eine Holzdecke, die über die Seitenemporen flach auslief. Lediglich im Chor blieben Reste des ursprünglichen Gewölbes erhalten. Zahlreiche An- und Umbauten schadeten dem ausgewogenen Raumcharakter des Gotteshauses. Unter dem Putz des Chores fand man Reste mittelalterlicher Wandmalereien.
Die 1945 noch vorhandenen Ausstattungsgegenstände stammten zum großen Teil aus dem 17. Jahrhundert und wurden wohl nach einem Brand im Jahre 1767 eingebaut. Der ursprüngliche Kanzelaltar wurde um 1900 durch Altar und Kanzel in getrennter Aufstellung ersetzt. 1786 zog man die Emporen in das Kirchenschiff ein, und 1832 erhielt das Gotteshaus eine Orgel. Im Jahre 1869 fand eine Gebäudeerweiterung statt. Die Glocken stammten aus den Jahren 1789 und 1839.
Die Kirche überstand die Weltkriege im 20. Jahrhundert unversehrt. Nach 1945 allerdings wurde sie als Freizeitclubhaus zweckentfremdet und verfiel mangels baulicher Pflege schnell. Ende der 1960er Jahre fiel das Gebäude – vermutlich durch Brandstiftung – einem Feuer zum Opfer. Die Ruinenreste riss man ab. Zurück blieben einige wenige Mauerreste, unter einem Schuttberg kaum zu entdecken.

## Kirchengemeinde
Heiligenkreutz ist seit 1353 ein Kirchdorf. Der Sage nach wurde hier auf einem alten prußischen Heiligtum das erste christliche Kreuz im Samland aufgestellt. Die Reformation hielt hier schon früh Einzug. 1554 und 1567 wurde die Pfarrei Heiligkreutz als dem Bistum Samland zugehörig genannt, 1720 war sie dem Erzpriestertum Fischhausen (heute russisch: Primorsk) zugeordnet und gehörte 1789 bis 1854 zur Inspektion Fischhausen. Vor 1945 dann war das Kirchspiel Heiligkreutz in den Kirchenkreis Fischhausen innerhalb der Kirchenprovinz Ostpreußen der Evangelischen Kirche der Altpreußischen Union eingegliedert. Im Jahr 1925 zählte es 2.850 Gemeindeglieder.
Seit 1913 gab es im Kirchspielort Groß Kuhren (heute russisch: Primorje) mit Finken (Molodogwardeiskoje) an der nördlichen Ostseeküste eine neu errichtete Filialkirche.

## Kirchspielorte
Zu dem weitgefächerten Kirchspiel der Heiligenkreutzer Pfarrkirche gehörten neben dem Pfarrort 22 Kirchspielorte:
| Deutscher Name  | Russischer Name    |  | Deutscher Name | Russischer Name |
| --------------- | ------------------ |  | -------------- | --------------- |
| Alt Katzkeim    | Tolbuchino         |  | Klein Kuhren   | Filino          |
| Bersnicken      | Jagodnoje          |  | Klycken        | Kljukwennoje    |
| Bieskobnicken   | Ochotnoje          |  | Kreislacken    | Bakalino        |
| Birkenhof       |                    |  | Mandtkeim      | Maiski          |
| Brüsterort      | Majak              |  | Marscheiten    | Marjinskoje     |
| Finken          | Molodogwardeiskoje |  | Neu Katzkeim   | Barkassowo      |
| Groß Dirschkeim | Donskoje           |  | Nöttnicken     | Prislowo        |
| Groß Kuhren     | Primorje           |  | Schalben       | Orechowo        |
| Grünwalde       |                    |  | Wangnicken     | Jantarowka      |
| Ihlnicken       | Sarajewo           |  | Wilhelmshorst  |                 |
| Katzkeim        | Storoschewoje      |  | Woydiethen     | Listowoje       |

## Pfarrer
An der Kirche Heiligenkreutz amtierten als evangelische Geistliche:
| - Caspar Sander, 1525–1569 - Bartholomäus Sonntag, 1569–1570 - Laurentius N., 1570–1588 - Adam Zahn, 1588–1601 - Michael Benicius, 1601–1612 - Paul Rhige, ab 1612 - Georg Ditzel d. Ä., 1619–1652 - Georg Ditzel d. J., 1652–1658 - Johann Chr. Rehefeld d. Ä., 1659–1688 - Johann Chr. Rehefeld d. J., 1688–1698 - Johann Christoph Beyer, 1698–1712 - Georg Friedrich Johansen, 1712–1740 - Christian Theophil Geier, 1741–1742 | - Johann Bernhard Suchland, 1742–1752 - Johann Dietr. Gottfried Miri, ab 1752 - Johann Joachim Dickow, 1776–1780 - Johann Friedrich Halter, 1781–1799 - Christ. Benjamin Dietrich, 1799–1818 - Johann Zancharias Hoffmann, ab 1819 - Carl Ludwig Hendewerk, 1843–1872 - Carl Ferdinand Rockel, 1873–1885 - Eduard Carl Roloff, 1885–1894 - August Chr. David Brenner, 1895–1899 - Georg Wilhelm Henkys, 1900–1916 - Ewald Ernst Edelhoff, 1916–1929 - Georg Henkys, 1929–1945 |

In der Kirche Heiligenkreutz wurde 1929 der spätere Pfarrer, Theologieprofessor, Kirchenlieddichter und -übersetzer Jürgen Henkys getauft.